# Liste der Mitglieder der American Academy of Arts and Sciences/2009
Im Jahr 2009 wählte die American Academy of Arts and Sciences 229 Personen in fünf Kategorien zu ihren Mitgliedern.
Unter den 229 Mitgliedern (fellows) sind 20 „foreign honorary members“, die keine Staatsbürger der Vereinigten Staaten oder dort tätig sind; diese sind farblich hervorgehoben.

## Neugewählte Mitglieder

### Mathematische und physikalische Wissenschaften
- Nima Arkani-Hamed (* 1972)
- Eric Becklin (* 1940)
- Spencer Bloch (* 1944)
- John Seely Brown (* 1940)
- Cynthia J. Burrows (* 1953)
- Richard Walter Carlson (* 1954)
- Hongjie Dai (* 1966)
- James Dumesic (* 1949)
- Richard Eisenberg (* 1943)
- Robert Fefferman (* 1951)
- Eduardo H. Fradkin (* 1950)
- William M. Gelbart (* 1946)
- Dorian Goldfeld (* 1947)
- Bradford H. Hager (* 1950)
- Naomi J. Halas (* 1957)
- Lene Hau (* 1959)
- Adam Heller (* 1933)
- Craig James Hogan (* 1955)
- Mary Jane Irwin (* 1949)
- Stein Jacobsen (* 1950)
- Mark A. Johnson (* 1954)
- Aharon Kapitulnik (* 1953)
- Mehran Kardar (* 1957)
- Guinevere Kauffmann (* 1968)
- Maria Klawe (* 1951)
- Raymond Kurzweil (* 1948)
- Steven G. Louie (* 1949)
- Thomas E. Mallouk (* 1954)
- José Onuchic (* 1958)
- Stanley Osher (* 1942)
- Stuart Parkin (* 1955)
- Aron Pinczuk (1939–2022)
- Ares Rosakis (* 1956)
- Michael Sipser (* 1954)
- Alfred Spector (* 1954)
- Attila Szabo (* 1947)
- Terence Tao (* 1975)
- Edwin L. Thomas (* 1947)
- Matthew Tirrell (* 1950)
- John Merrill Toole (* 1953)
- Gunther Uhlmann (* 1952)
- Warren M. Washington (1936–2024)
- Jennifer Widom (* 1960)
- Ruth J. Williams (* 1955)

### Biologische Wissenschaften
- Abul K. Abbas (* 1947)
- Sankar Adhya (* 1937)
- David A. Agard (* 1953)
- Stevan J. Arnold (* 1944)
- Peter S. Aronson (* 1947)
- David Baker (* 1962)
- Spencer Charles Hilton Barrett (* 1948)
- Vann Bennett (* 1948)
- Marianne Bronner (* 1952)
- Mario Capecchi (* 1937)
- Sean B. Carroll (* 1960)
- Eric Charnov (* 1947)
- Jennifer Clack (1947–2020)
- Mahlon R. DeLong (1938–2024)
- Scott V. Edwards (* 1963)
- Paul Farmer (1959–2022)
- Andrew Feinberg (* 1952)
- Charles Godfray (* 1958)
- Ursula Goodenough (* 1943)
- James Haber (* 1943)
- Tina M. Henkin (* 1956)
- George Paul Hess (1926–2015)
- Eve J. Higginbotham (* 1953)
- Alan G. Hinnebusch (* 1954)
- Douglas R. Hofstadter (* 1945)
- Nancy Kanwisher (* 1958)
- Mark Krasnow (* 1956)
- Volker ter Meulen (* 1933)
- Edward L. Miles (1939–2016)
- J. Anthony Movshon (* 1950)
- Elizabeth Nabel (* 1952)
- W. James Nelson (* 1954)
- Peter C. Nowell (1928–2016)
- Patrick H. O’Farrell (* 1949)
- Lelio Orci (1937–2019)
- H. Allen Orr (* 1960)
- Steve Polasky (* 1957)
- Anjana Rao (* 1952)
- Gary Ruvkun (* 1952)
- Neil Shubin (* 1960)
- Robert H. Singer (* 1945)
- James W. Truman (* 1945)
- Gary L. Westbrook (* 1948)
- Martin F. Yanofsky (* 1956)
- Wayne M. Yokoyama (* 1952)

### Sozialwissenschaften
- Andrew Abbott (* 1948)
- Kenneth Abraham (* 1946)
- Nancy Adler (1946–2024)
- Philippe Aghion (* 1956)
- Patrick Bolton (* 1957)
- Rogers Brubaker (* 1956)
- Ronald J. Daniels (* 1959)
- Judy DeLoache (* 1943)
- Mathias Dewatripont (* 1959)
- Paul DiMaggio (* 1951)
- John J. Donohue (* 1953)
- Esther Duflo (* 1972)
- John R. Freeman (* 1950)
- Ronald M. George (* 1940)
- Alan Gerber (* 1964)
- Robert Gibbons (* 1958)
- Jane I. Guyer (1943–2024)
- Kristen Hawkes (* 1944)
- Deborah R. Hensler (* 1942)
- Claes von Hofsten (* 1943)
- Guido Imbens (* 1963)
- Ronald Inglehart (1934–2021)
- Matthew O. Jackson (* 1962)
- Michael Klarman (* 1959)
- Jon Krosnick (* 1959)
- Barbara Landau (* 1949)
- Michael Laver (* 1949)
- Nelson Mandela (1918–2013)
- Maxine Margolis (* 1942)
- Andrew N. Meltzoff (* 1950)
- Theodor Meron (* 1930)
- Norman H. Nie (1943–2015)
- Catherine O’Regan (* 1957)
- Raghuram Rajan (* 1963)
- Deborah L. Rhode (1952–2021)
- Mark J. Roe (* 1951)
- Robert Rosenthal (1933–2024)
- Beth A. Simmons (* 1958)
- Dan Slobin (* 1939)
- Karen B. Strier (* 1959)
- Philip Tetlock (* 1954)
- James Wertsch (* 1947)
- J. Harvie Wilkinson (* 1944)
- Timothy D. Wilson (* 1951)

### Geisteswissenschaften und Kunst
- Danielle Allen (* 1971)
- Karl Ameriks (1947–2025)
- Kenny Barron (* 1943)
- Pina Bausch (1940–2009)
- Mary Elizabeth Berry (* 1947)
- Bono (* 1960)
- Trisha Brown (1936–2017)
- Robert A. Caro (* 1935)
- Mary Ann Caws (* 1933)
- Michael Chabon (* 1963)
- Geoffrey Cowan (* 1942)
- Stanley Crouch (1945–2020)
- Dennis Russell Davies (* 1944)
- Judi Dench (* 1934)
- William Eggleston (* 1939)
- Jas Elsner (* 1962)
- Carl Ernst (* 1950)
- Simon Goldhill (* 1957)
- Edith Grossman (1936–2023)
- Robert von Hallberg (* 1946)
- Jeffrey Hamburger (* 1957)
- Ann Hamilton (* 1956)
- Emmylou Harris (* 1947)
- Daniel Murray Hausman (* 1947)
- Michael Heizer (* 1944)
- Dustin Hoffman (* 1937)
- Marilyn Horne (* 1934)
- Gish Jen (* 1956)
- Bill T. Jones (* 1952)
- James Earl Jones (1931–2024)
- William Chester Jordan (* 1948)
- Alice Kaplan (* 1954)
- Rashid Khalidi (* 1948)
- Jamaica Kincaid (* 1949)
- David Konstan (1940–2024)
- T. J. Jackson Lears (* 1947)
- Michael Longley (1939–2025)
- Carol Mancusi-Ungaro (* 1946)
- Dale Basil Martin (* 1954)
- James M. McPherson (* 1936)
- Malcolm Morley (1931–2018)
- Guy Nordenson (* 1955)
- Philip Pettit (* 1945)
- Joseph W. Polisi (* 1947)
- Ross Posnock (* 1953)
- Itamar Rabinovich (* 1942)
- Nicholas Rescher (1928–2024)
- James Salter (1925–2015)
- Jonathan Daniel Sarna (* 1955)
- Haun Saussy (* 1960)
- Ricardo Scofidio (1935–2025)
- Steven Shapin (* 1943)
- Michael Sorkin (1948–2020)
- Stephen Stich (* 1943)
- Sanjay Subrahmanyam (* 1959)
- Romila Thapar (* 1931)
- Emilie M. Townes (* 1955)
- Edward Villella (* 1936)
- David E. Wellbery (* 1947)
- John Williams (* 1932)
- Tobias Wolff (* 1945)
- Wong Kar-Wai (* 1958)
- Donald Worster (* 1941)
- Ruth Bernard Yeazell (* 1947)
- Peter Zumthor (* 1943)

### Public Affairs, Business und Administration
- Robert Berne (* 1948)
- H. Kim Bottomly (* 1946)
- John T. Casteen (* 1943)
- Richard Cavanagh (* 1946)
- Lloyd Cotsen (1929–2017)
- James Crown (* 1954)
- Ronald Daniel (* 1930)
- Karen Davis (* 1942)
- John Doerr (* 1951)
- Paul Ferri (* 1938)
- Benjamin M. Friedman (* 1944)
- Robert Gates (* 1943)
- William P. Gerberding (1929–2014)
- Sibyl R. Golden (1953–2017)
- Rajat Gupta (* 1948)
- Kent Kresa (* 1938)
- Edward Linde (1941–2010)
- Dana G. Mead (1936–2018)
- Cathy E. Minehan (* 1947)
- Pierre Omidyar (* 1967)
- Susan Packard Orr (* 1946)
- Bernard Osher (* 1927)
- Julie E. Packard (* 1952)
- Edward Penhoet (* 1940)
- Colin Powell (1937–2021)
- Theodore C. Rogers (* 1934)
- John William Rowe (* 1945)
- Matthew Santirocco (* 1950)
- Susan Stamberg (* 1938)
- Strobe Talbott (* 1946)
- James W. Wagner (* 1953)